# أليس روه
أليس روه (15 يناير 1876 - 7 أبريل 1957) كانت كاتبة وصحفية أمريكية.

## روابط خارجية
- أليس روه على موقع قاعدة بيانات برودواي على الإنترنت (الإنجليزية)